# 柳川教会
柳川教会（やながわきょうかい）は、福岡県柳川市にある日本キリスト教会九州中会の教会である。
1879年（明治12年）、青山昇三郎が伝道したのが最初である。大塚久衛と菊地信一の両家族が洗礼を受けると、11月1日に柳河一致教会が設立される。その後、羽犬塚、久留米、大牟田、若津、大川などに伝道する。
1881年（明治14年）に日本基督一致教会が西部中会の成立になり、長崎、下関と共に中会に出席した。1890年（明治23年）に会堂を建設する。
1891年（明治24年）に日本基督教会ができると、西部中会は鎮西中会になる。
1942年（昭和17年）の日本基督教団の成立に伴い、第一部鎮西中会になる。

## 交通アクセス
- 西鉄柳川駅/JR九州瀬高駅から堀川バス瀬高・柳川線「辻町」下車 徒歩約5分